# Саурмаг II
Саурмаг II (груз. საურმაგ II, лат. Sauromaces) — царь Иберии с 361 по 363 год и диарх с 370 по 378 год из династии Хосроидов.
Он игнорируется грузинской исторической традицией, но упоминается историком Римской империи IV века Аммианом Марцеллином. Он был первым сыном царя Рева II и его жены Саломеи, братом Трдата.
Саурмаг, кажется, преуспел после смерти своего деда Мириана III, первого христианского короля Иберии, и в 361 году проводил проримскую политику.
В 363 году он был свергнут шахом Шапуром II, поставившим на его место Вараз-Бакура I.
Интервенция Сасанидов на Кавказе в конце концов вызвала реакцию римлян, и позже, в 370 году римский император Валент II отправил около 12 000 человек под командованием Теренция, который восстановил Саурмага в западных провинциях Иберии, прилегающих к Армении и Лазике, в то время как преемнику Вараз-Бакура Митридату III было разрешено сохранить контроль над северо-восточной частью царства. Сделка не была признана Шапуром, который расценил её как повод для войны и возобновил военные действия против Рима в начале 371 года. Однако к 378 году Готская война вынудила Рим оставить Саурмага, и его царство, должно быть, прекратило своё существование, когда Иберия полностью или почти полностью перешла под сюзеренитет Сасанидов.
Согласно исследованиям, Саурмаг отождествляется с Субармахиосом, упомянутым во фрагменте философа-софиста IV века и историка Евнапия. Получается, что в 377 или 378 году юго-западная часть Картлийского царства принадлежавшая Саурмагу окончательно отделилась владений от Вараз-Бакура и «принадлежала грекам». Сам Саурмаг (Субармахиос) поступил на военную службу к римлянам, где дослужился до трибуна школы скутариев (императорской гвардии). Он был близким другом и сообщником Евтропия. Евнапий упоминает Субармахия в прошедшем времени в 404 году, что означает, что он, должно быть умер после этого года.